# Equilíbrio financeiro
Equilíbrio financeiro é um conceito utilizado em administração e finanças para análise da estabilidade de uma empresa e não é mais do que um ajustamento do fluxo de caixa.
Tem-se uma situação de equilíbrio financeiro quando os capitais permanentes (os capitais próprios + capitais alheios a médio e longo prazo) são iguais ao investimento em activos fixos (equipamentos e outro imobilizado). Quando esta situação não ocorre a empresa está desequilibrada financeiramente, já que está a financiar investimentos de médio e longo prazo, com capitais de curto prazo.
Tem-se uma situação de equilíbrio financeiro quando o activo corrente for superior as contas a pagar a curto prazo ou seja quando os capitais permanentes forem suficiente para cobrir o activo não corrente.
O equilíbrio financeiro implica também que o activo circulante seja superior ao passivo circulante. Como este último diz respeito às obrigações que a empresa tem no prazo de um ano e os activos circulantes os direitos de propriedade e créditos que se transformam em dinheiro no prazo de um ano, a empresa está em equilíbrio no curto prazo se:
Activo corrente > Passivo corrente.
A diferença entre Activo corrente e Passivo corrente representa o Fundo de Maneio:
Fundo de Maneio = Activo corrente - Passivo corrente
Se a empresa conseguir efectuar esse ajustamento, estará em condições de, a todo o momento, satisfazer as dívidas que se vencem, mantendo em simultâneo um certo volume de disponibilidades.
Assim, o equilíbrio financeiro consegue-se com uma correcta harmonização entre os tempos de transformação dos ativos em dinheiro e o ritmo de transformação das dívidas em passivo circulante exigível.

## Regra do equilíbrio
- Análise financeira
- Administração financeira